# BBC Cymru Wales
BBC Cymru Wales (in gallese: BBC Cymru) è la sezione della BBC per il Galles. Situata nella Broadcasting House nella zona di Llandaff a Cardiff, vi lavorano oltre 1200 persone e produce una vasta gamma di prodotti per la televisione, della radio ed il web.
Fuori Londra, BBC Wales è il più grande produttore televisivo nel Regno Unito, in parte anche per la produzione di programmi in lingua gallese. Il canale televisivo della BBC Wales debuttò il 1º febbraio 1964 con molto clamore (brevi annunci televisivi proclamavano: " Il Galles ottiene un proprio servizio televisivo nel 1964! "), tuttavia la BBC stava producendo programmi televisivi in Galles fin dalla metà degli anni Cinquanta. I primi studi di produzione furono impiantati chiesa sconsacrata (poi demolita) a Broadway, a Cardiff; l'ingresso era in Sapphire Street. I primi programmi erano trasmessi dal vivo dentro da uno studio provvisorio molto piccolo - che poi finiì nei magazzini per le scenografie - mentre due studi più adeguati furono creati all'interno della struttura della chiesa. Uno era uno studio di medie dimensioni per sceneggiati e musica e l'altro per le notizie ed i dibattiti, dove andavano in onda il magazine quotidiano in lingua gallese "Heddiw" ed il programma di notizie quotidiane in inglese "Wale Today".
Prima del 1964 BBC Wales aveva dovuto condividere il canale televisivo con "West of England" che trasmetteva presso Cardiff e serviva l'Inghilterra occidentale: ogni sera alle diciotto c'era un'interruzione di 20 minuti di modo che andassero in onda sia "Wales Today" che "Points West", il programma di notizie del West England.